# Cola

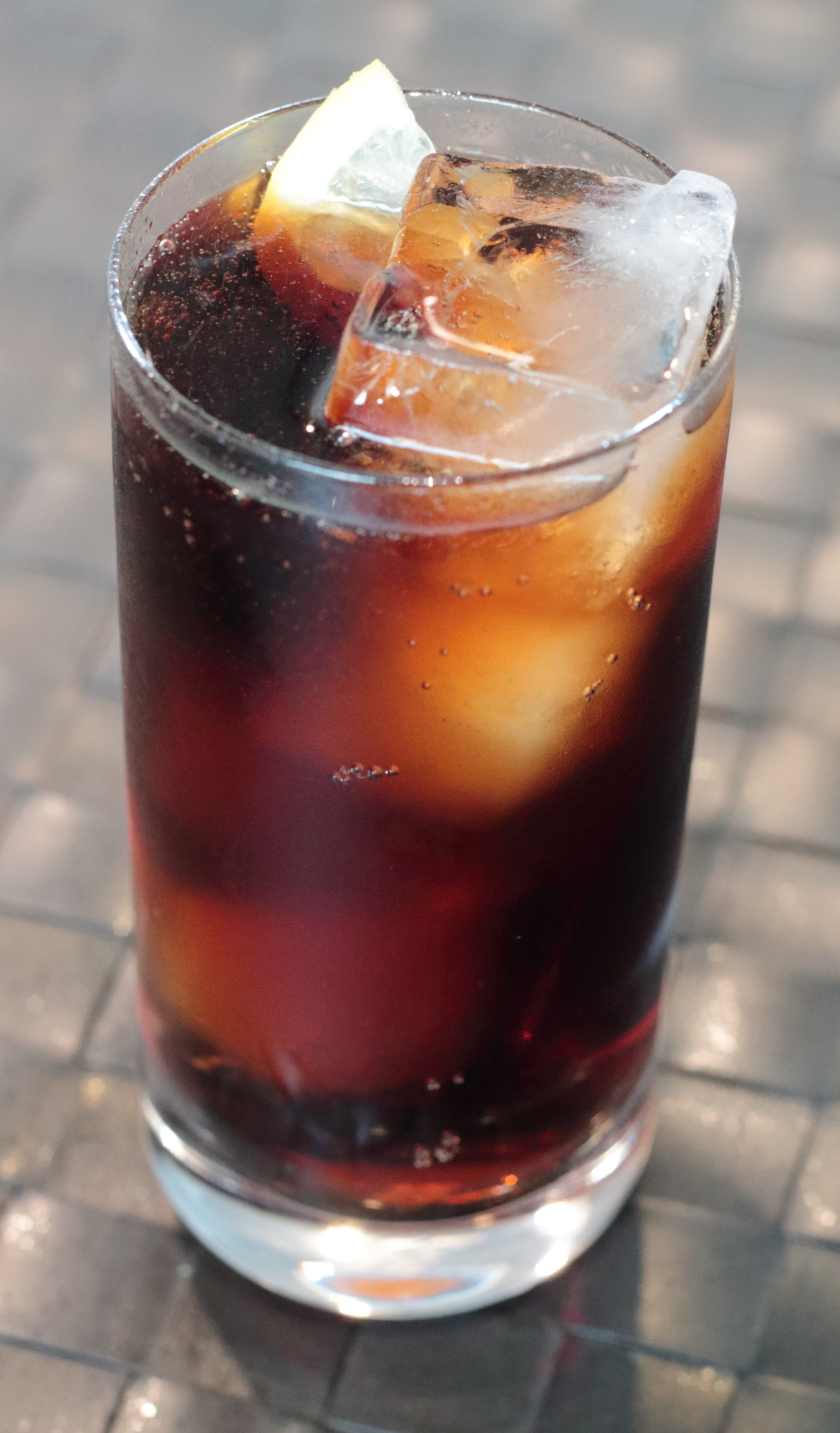
Cola mit Eiswürfeln und Zitrone

Cola, auch Kola, ist ein coffein- und kohlensäurehaltiges Erfrischungsgetränk.

## Geschichte

Coca-Cola, eine der bekanntesten Cola-Marken

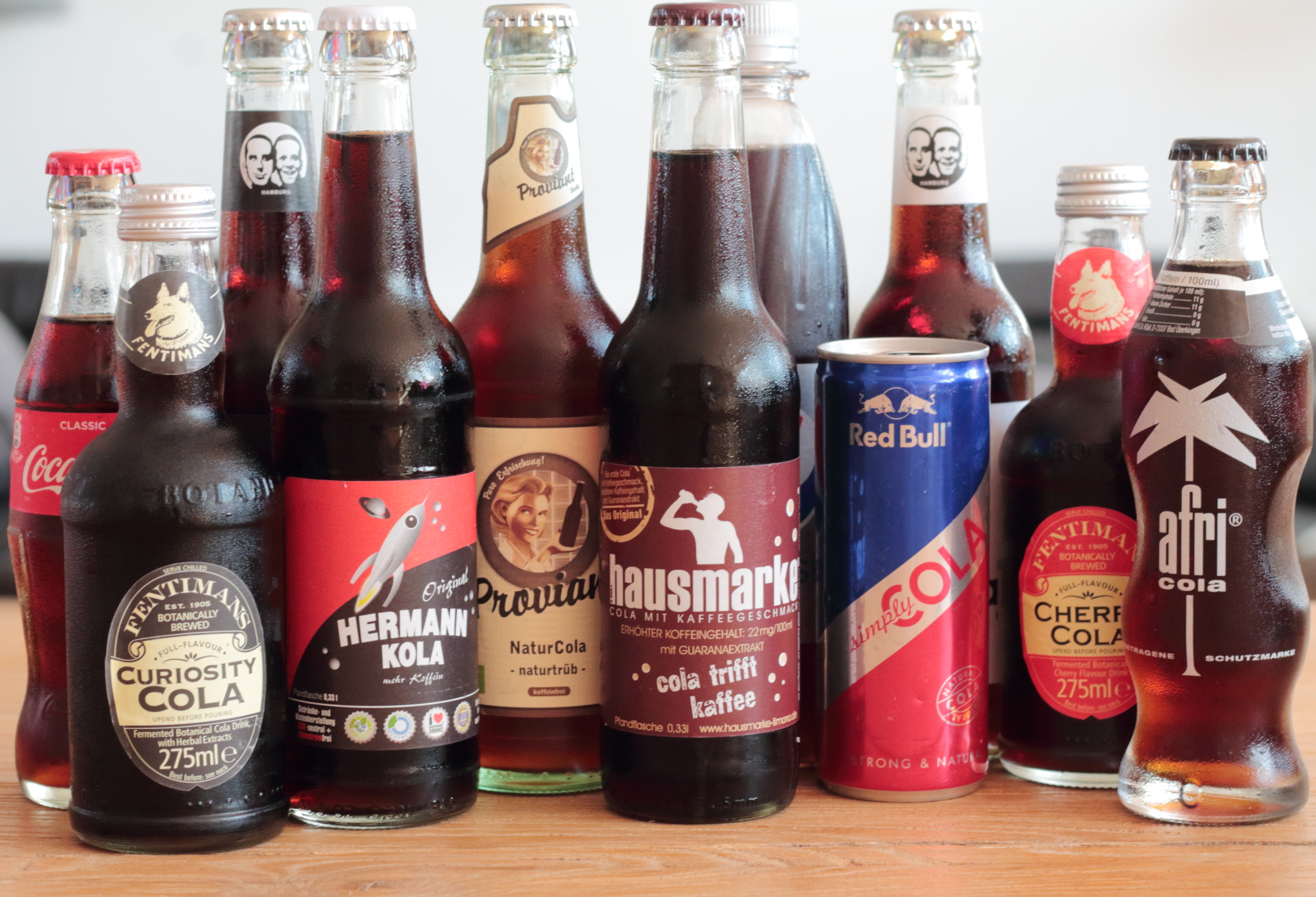
Verschiedene in Deutschland erhältliche Cola-Marken

Als Erfinder von Cola gilt der Pharmazeut John Stith Pemberton. Er entwickelte 1886 ein Rezept für einen Sirup und verkaufte diesen, gemischt mit Sodawasser, unter dem Namen Coca-Cola.

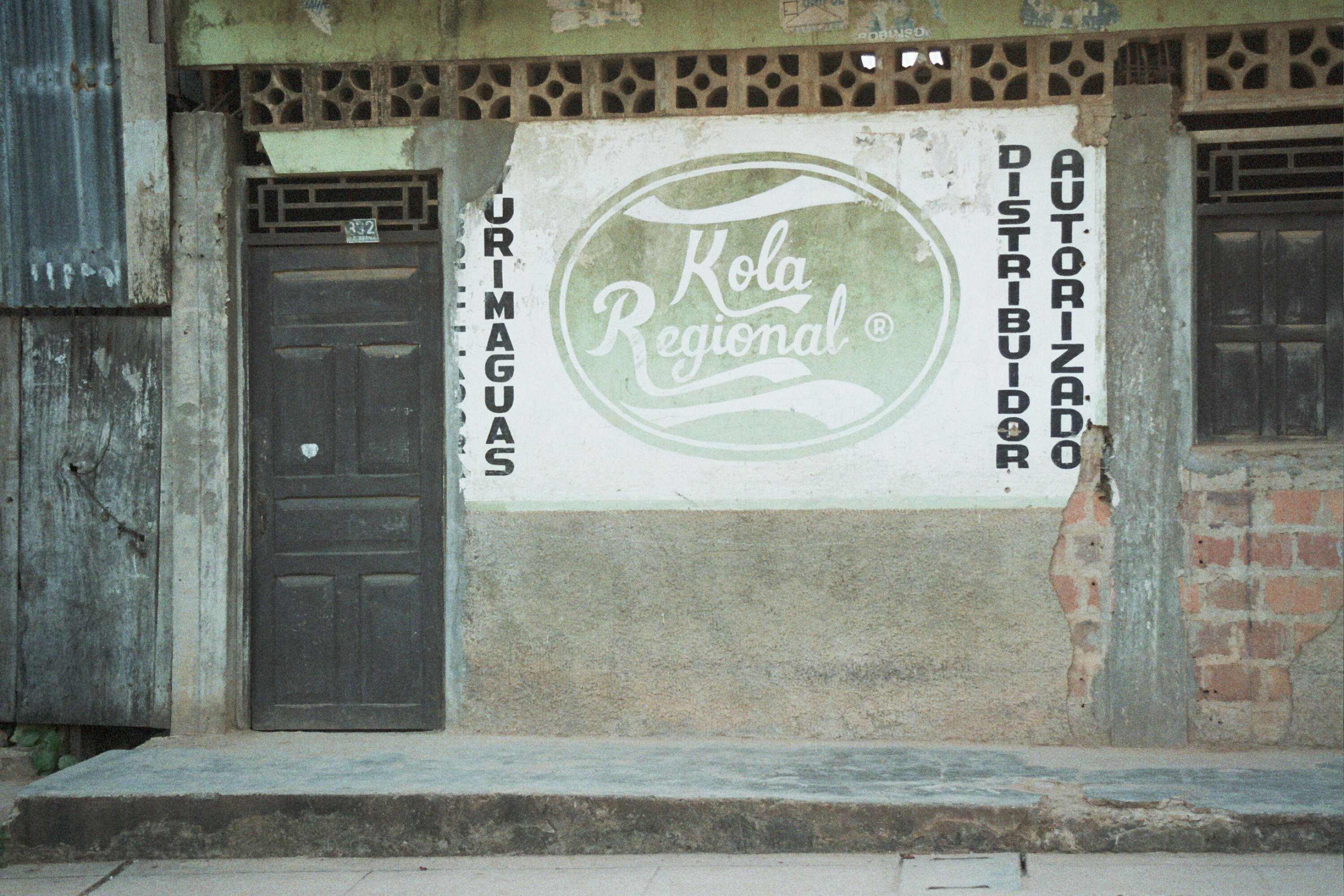
Werbung für regionale Colaproduktion in Yurimaguas, Peru

Neben Coca-Cola entstanden zahlreiche weitere Marken. Die bekannteste unter ihnen ist die ebenfalls aus den USA stammende Pepsi-Cola. Daneben entwickelten sich aber auch in Europa zumindest zeitweise populäre Marken, wie zum Beispiel die seit 1931 in Deutschland hergestellte Afri-Cola, die in der DDR entstandenen Club-Cola und Vita Cola oder das 1938 in der Schweiz lancierte Vivi Kola. In Italien gibt es Chinotto, das zwar ähnlich wie Cola aussieht, aber deutlich bitter schmeckt.
Der Konsum des Getränks, insbesondere der Marken Coca-Cola und Pepsi, war und ist in bestimmten Regionen immer wieder der Ausdruck einer westlichen Weltanschauung (vgl. etwa den bekannten Cocktail Cuba Libre). In einigen Ländern, in denen traditionell Skepsis gegenüber den USA verbreitet ist, dominieren lokale Marken. Inca Kola aus Peru wird mittlerweile in weiten Teilen Südamerikas vom Coca-Cola-Konzern vermarktet. Tukola ist eine kubanische Marke, die auch in Italien verkauft wird. In Indien waren Pepsi und Coca-Cola von 1970 bis 1993 verboten, da sich die beiden Marken dagegen wehrten, die Inhaltsstoffe ihrer Produkte anzugeben.
Im Jahr 2002 kam Mecca-Cola als „nicht-westliche“ Alternative auf den Markt.
Die aus Frankreich stammende Cola zielt auf muslimische Konsumenten ab. 

## Rezeptur und Inhaltsstoffe

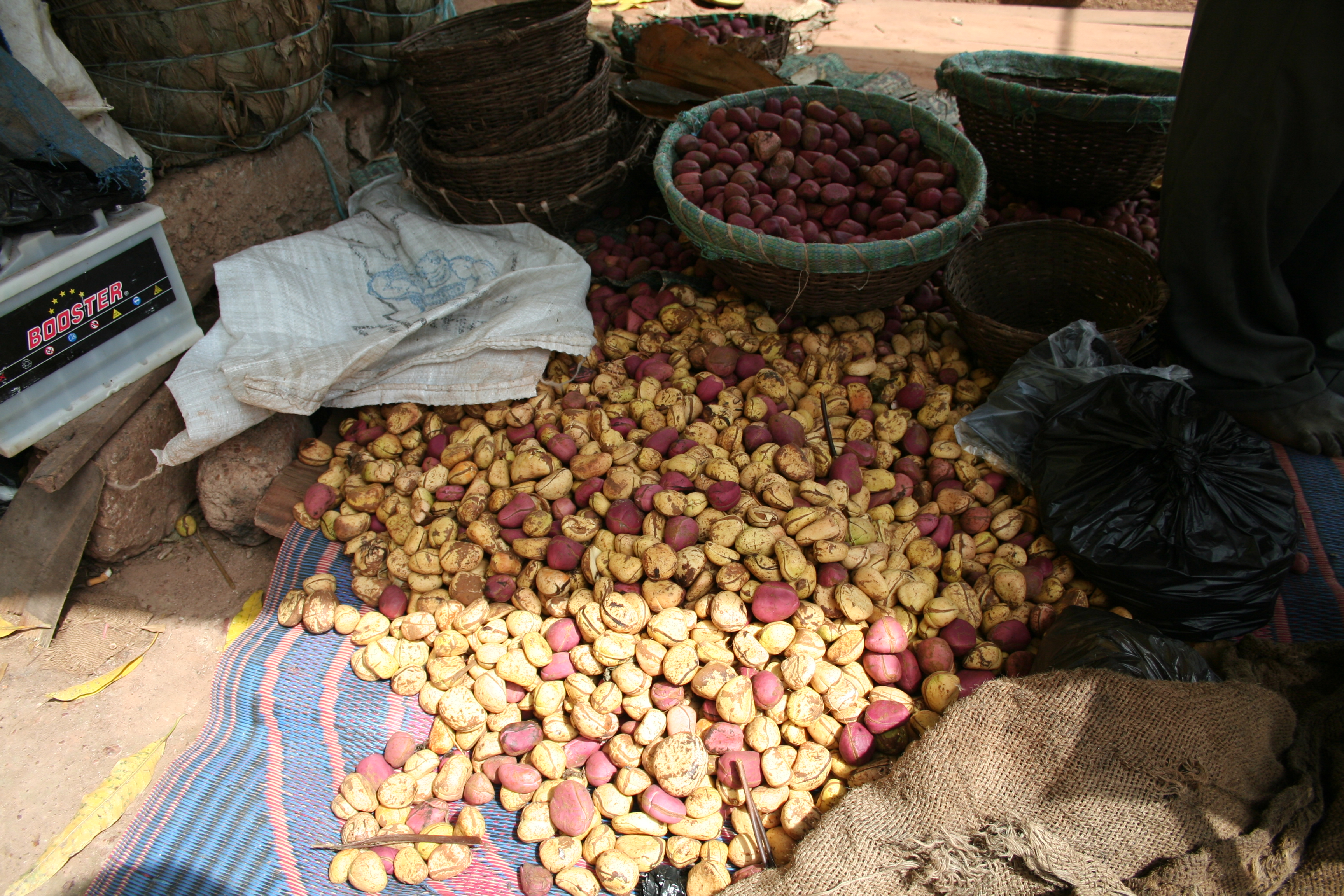
Kolanüsse auf dem Markt von Ouagadougou

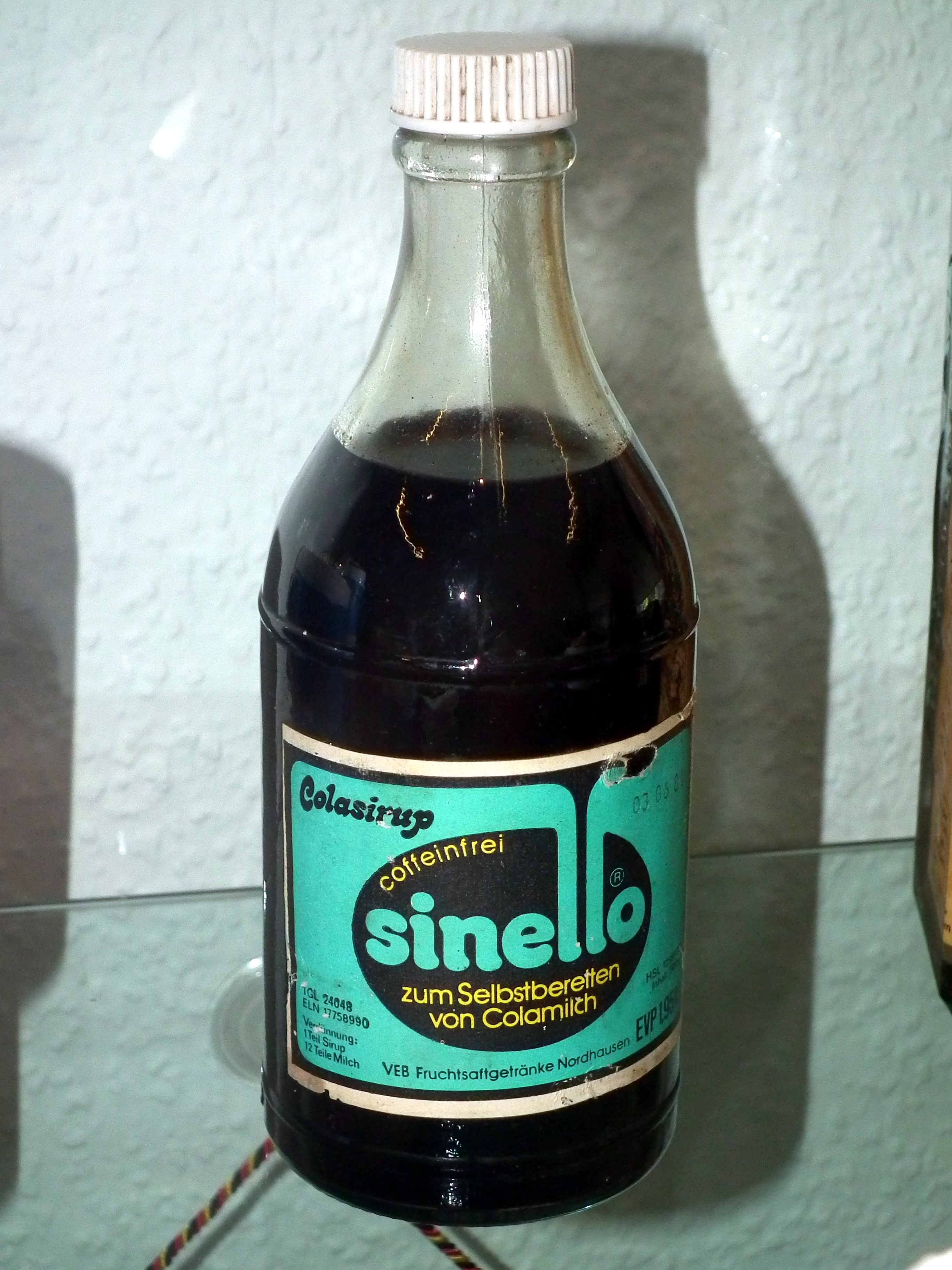
Colasirup sinello

Ursprünglich enthielt Cola die an Coffein reiche Kolanuss und den Extrakt aus Blättern von Erythroxylum-Arten. Zur Herstellung von Coca-Cola wurde allerdings bereits seit 1902 nicht mehr die kokainhaltige Art Erythroxylum coca verwendet, sondern Erythroxylum-Arten, deren Gehalt an Coffein – ähnlich der Guaraná (Paullinia cupana) – besonders hoch ist und deshalb bevorzugt zur Herstellung von Erfrischungsgetränken eingesetzt werden.
Anfangs wurde dem Getränk Kokain hingegen oft sogar bewusst beigemischt: „Etwa um das Jahr 1885 wurde von dem US-amerikanischen Apotheker Pemberton Cocain zusammen mit Coffein einem als Allheilmittel angebotenen Getränk namens Coca-Cola zugesetzt. 1891 lagen bereits mindestens 200 Berichte über Cocainintoxikationen vor und 13 Todesfälle wurden bekannt. Bis 1903 enthielt 1 l Coca-Cola etwa 250 mg Cocain. 1914 wurde in den USA der Zusatz von Cocain in Getränken und rezeptfreien Arzneimitteln verboten und für Cocain auch in den europäischen Staaten strenge Suchtgiftbestimmungen erlassen.“ Nachdem die suchterzeugende Wirkung von Kokain sich allmählich herumgesprochen hatte, ging der Hersteller aber bereits 1902 dazu über, nur noch nicht-alkaloide Extrakte aus den Kokablättern als Aroma zuzugeben.
Ihren typischen Geschmack erhält die heutige Cola neben der Kolanuss durch die Zutaten Vanille, Zimtöl, Nelkenöl und Zitrone, wobei der Zitronenanteil in Deutschland anders als in den USA ist. Gelegentlich werden auch Ysopkraut-, Mazisblüten-, Kalmus-Tinktur, Korianderöl oder destilliertes Limettenöl als Bestandteile eines Colarezeptes genannt.
Darüber hinaus enthält sie in der Regel Coffein und Phosphorsäure, vor allem aber Kohlensäure und Zucker, welche im Hauptbestandteil Wasser gelöst sind. Ein wichtiger Inhaltsstoff der Cola war früher die Zitronensäure; heutzutage ist Phosphorsäure (E 338), die aufgrund des Verdünnungsgrades in Form der Orthophosphorsäure vorliegt, charakteristisch. Die Phosphorsäure ist für den typischen Colageschmack mitverantwortlich und wirkt emulsionsstabilisierend. Der Coffeingehalt der Colagetränke kann durch Zusatz von coffeinreichen Pflanzenextrakten oder chemisch hergestelltem Coffein erzielt werden. Der Coffeinanteil in Colagetränken ist typischerweise mit 10 mg/100 ml geringer als der von aufgebrühtem Kaffee oder schwarzem Tee. Allerdings gibt es Ausnahmen wie Jolt Cola, Afri-Cola und Fritz-Kola mit einem deutlich höheren Coffeinanteil. Ein Gehalt von 25 mg/100 ml wird beispielsweise von fritz-kola, afri cola 25 und Premium Cola erreicht. „Coffeinhaltige Limonaden“ dürfen in der Bundesrepublik Deutschland nach Bundesanzeiger maximal 32 mg/100 ml Coffein enthalten.
Die charakteristisch dunkle Farbe erhält Cola durch den Zusatzstoff E 150d (Zuckercouleur).
Die unterschiedlichen Wasser- und Zuckersorten sind dafür verantwortlich, dass Cola in allen Regionen der Erde unterschiedlich schmeckt. In Asien wird Rohrzucker, in Europa meist Rübenzucker und in den USA Maissirup verwendet.
Fast alle Hersteller haben seit Mitte der 1980er Jahre auch Light-Produkte im Angebot, die anstelle von Zucker Aspartam und Acesulfam enthalten. Weniger verbreitet sind coffeinfreie Varianten („Kindercola“), nicht eingefärbte Crystal Cola und Weiße Cola sowie spezielle Geschmacksrichtungen (z. B. Kirsche, Vanille, Zitrone). Leuchtend gelb ist die peruanische Inca Kola, die hauptsächlich aus dem Zitronenstrauch hergestellt wird.

## Gesundheitliche Aspekte
Vor allem aufgrund der Inhaltsstoffe Phosphorsäure und Zucker gilt übermäßiger Konsum von Cola als ungesund. Ob man durch exzessiven Colakonsum an Diabetes mellitus und Fettsucht erkranken kann, ist strittig.
Regelmäßiger Colakonsum kann aufgrund der enthaltenen Phosphorsäure und des Zuckers, besonders bei Kindern, die Zähne schädigen und so zu Karies führen. Das Putzen der Zähne direkt nach dem Verzehr der Cola kann besonders schädlich sein, da so der kürzlich angegriffene Zahnschmelz von der Zahnbürste noch weiter weggeschabt werden kann.
Auch Fruchtsäfte wie Orangen- oder Apfelsaft mit 100 Prozent Fruchtanteil ohne Zusätze haben einen ähnlich hohen Zuckergehalt wie Cola und bieten sich laut WHO ebenso wenig zum übermäßigen Konsum oder als Durstlöscher an.
US-amerikanische Forscher stellten in einer Studie fest, dass Colakonsum bei älteren Frauen (allerdings nicht bei Männern) mit niedriger Knochendichte in der Hüfte korreliert. Es wird spekuliert, ob Cola die Ursache dafür sein könnte. Eine schädliche Funktion auf das Wachstum der Knochen kann auch besonders bei weiblichen Jugendlichen auftreten. Phosphat spielt im Organismus eine wichtige Rolle, vor allem ist es ein Grundbaustoff der Informationsträger DNS und RNS sowie des biologischen Energieüberträgers Adenosindiphosphat bzw. Adenosintriphosphat. Ein Phosphatüberschuss könnte daher möglicherweise die Körperchemie beeinflussen und würde dann sämtliche Organe respektive Zelltypen betreffen.
In einem 2009 von Wissenschaftlern der Universität von Ioannina veröffentlichten Fachartikel werden mehrere Fallbeispiele aufgeführt, bei denen exzessiver Colakonsum zu gravierendem Kaliummangel mit der Folge von Müdigkeit und Muskellähmungen bis hin zu Herzrhythmusstörungen geführt hatte. Es wird angenommen, dass der Kaliummangel durch ein Zusammenspiel der Inhaltsstoffe Glukose, Fructose und Coffein verursacht wird. Eine Einschränkung des Colakonsums bei gleichzeitiger Einnahme von Kalium-Präparaten führe aber in der Regel zu einer schnellen und vollständigen Erholung. Aus Neuseeland wurde 2012 von einem Todesfall berichtet, der wahrscheinlich auf durch übermäßigen Colakonsum (7–10 Liter täglich) ausgelösten Kaliummangel zurückzuführen sei.
Als Hausmittel gegen Durchfall sind Cola und Salzstangen nicht geeignet, um den Verlust von Flüssigkeit als auch den von Nährstoffen auszugleichen, die durch die Durchfallerkrankung fehlen. Die in Cola enthaltenen Stoffe wie Zucker, Phosphor- und Kohlensäure tragen unter Umständen zu einer weiteren Reizung der Magen- oder Darmschleimhäute bei und können den Durchfall verstärken. Die verbreitete Meinung, Cola schädige grundsätzlich den Magen, trifft jedoch nicht zu. Die Phosphorsäure in Cola reicht nur dazu aus, Fasern von Fleisch abzulösen. Der Magen ist jedoch durch Schleimhäute geschützt und auch der dort befindliche Magensaft ist deutlich saurer als die Phosphorsäure.
Eine Untersuchung der Stiftung Warentest (Ausgabe 06/2016 der Zeitschrift test) zeigte, dass nur 4 von 30 Cola-Getränken im Test gut abschnitten. Unter den Gewinnern waren nur zuckerfreie Sorten. Die schlechter bewerteten Colas enthalten zu viele Schadstoffe und zu viel Alkohol.

## Mixgetränke
Bekannte Colamischgetränke sind unter anderem Spezi (Cola-Mix) und Cola-Bier. Eine von Hand gefertigte Mischung von Rotwein und Cola wird Cola-Rot, aber auch Calimocho (Verballhornung zu kalte Muschi bzw. KaMu), roter Colaschoppen, Korea, Araber, Colera (Verballhornung der Krankheit Cholera) oder Fetzi (in Wien, dort auch seltener Rebellenblut, angeblich auch Cola Rup bzw. Cola Roid, bei höherem Weinanteil Bonanza)  genannt.
Beliebt sind auch Cola-Rum (in Wien Rüscherl) mit weißem Rum nach einer bekannten Marke Bacardi-Cola, mit kubanischem Rum Cuba Libre und Cola-Weinbrand (in Wien Baucherl wegen des bauchigen Weinbrand-/Cognacschwenkers, seltener Frackerl, in einigen norddeutschen Regionen Charly, im Rheinland Topsi, in der Region Bodensee-Oberschwaben Peng, in Bayern unter anderem Hütchen oder Schwarzer), in der Region Balingen, Reutlingen und Tübingen auch als Bacola bekannt.
Eine Mischung aus Cola und Kölsch wird in und um Köln als Drecksack bezeichnet, Cola mit Altbier Krefelder. In Süddeutschland und Österreich wird Cola auch gern mit Weißbier (Weizenbier) gemischt und regional unter anderem Neger, Mohr oder Colaweizen genannt (weitere Variante: siehe Goaßnmaß), inzwischen häufig auch Diesel, wie in Hannover und Umgebung die Mischung von Cola mit Pils-Bier genannt wird. Eine andere Bezeichnung von Cola-Bier-Mischungen in verschiedenen Regionen Deutschlands lautet (ein) Dreckiges. Im hessischen Raum wird Cola auch mit Apfelwein gemischt, also mit Ebblwoi, was folglich KE (Kola Ebbler) oder Schwarz-Gespritzter ergibt. Auch der Mix von Cola und Wodka, Whiskey oder Korn ist gebräuchlich. Cola ist auch Bestandteil zahlreicher Cocktails und Longdrinks. Bekannteste Beispiele sind Long Island Iced Tea und Cuba Libre.
Ebenfalls beliebt ist Cola mit Fruchtgeschmack, besonders mit Kirsch-, Zitronen- oder Orangengeschmack.